# Caulophacus oviformis
Caulophacus oviformis är en svampdjursart som först beskrevs av Schulze 1886.  Caulophacus oviformis ingår i släktet Caulophacus och familjen Rossellidae. Inga underarter finns listade i Catalogue of Life.